# Diva
För andra betydelser, se Diva (olika betydelser).
En diva är en framgångsrik kvinnlig sångare, ursprungligen inom operagenren, såsom Maria Callas, Joan Sutherland och Kiri te Kanawa. Termen kan även användas på framgångsrika popsångerskor såsom Whitney Houston, Liza Minnelli, Cher, Mariah Carey, Céline Dion, Beyonce Knowles, Aretha Franklin och i Sverige Little Jinder, vilka ofta refereras till som divor för deras kommersiella succéer. Likaså kan kvinnliga artister populära inom gay[källa behövs]disco, såsom Madonna och Diana Ross, kallas divor. I Sverige förekommer även så kallade schlagerdivor som benämning på artister som varit framgångsrika i Melodifestivalen, såsom Arja Saijonmaa, Lena Philipsson och Carola. 
Inom film och TV har man stora skådespelerskor, såsom Elizabeth Taylor, Joan Collins och Sophia Loren, som ofta kallas divor.
Ordet kommer från latinets "diva" (gudinna, den gudomliga), och kan även ha en något pejorativ innebörd, som "firad och bortskämd artist".